# The Smuggler's Daughter
The Smuggler's Daughter é um curta-metragem de comédia mudo norte-americano, realizado em 1914, com o ator cômico Oliver Hardy. Foi dirigido por Jerold T. Hevener.

## Elenco
- Raymond McKee - Hans Schmidt
- Eva Bell - Gwendolyn
- Oliver Hardy - pai de Gwendolyn (como Babe Hardy)
- James Levering - peixeiro
- William H. Hopkins - Letter Carrier (como Bill Hopkins)
- John Edwards
- Frances Ne Moyer